# Streptostachys acuminata
Streptostachys acuminata är en gräsart som beskrevs av Stephen Andrew Renvoize. Streptostachys acuminata ingår i släktet Streptostachys och familjen gräs. Inga underarter finns listade i Catalogue of Life.